# Гребляк штрихуватий
Гребляк штрихуватий, сигара звичайна (Sigara striata) — вид водяних клопів родини гребляків (Corixidae).

## Географічне поширення
Вид досить поширений в Європі на схід до Уральських гір. Мешкає у стоячих та повільних водоймах.

## Зовнішній вигляд
Довжина його тіла коливається від 6,5 до 8 мм. Клоп має сильно сплощене світло-коричневе тіло. Як і всі гребляки, має довгі задні ноги, які допомагають плавати. Надкрила темні, трикутної форми зі світлими дрібними смужками. Досить довгі середні ноги, майже довжини задніх ніг. Кришки вкриті дрібними роздільними візерунками Sigara striata і Sigara dorsalis морфологічно дуже схожі між собою.